# Kumiko Inui
Kumiko Inui (japanisch 乾 久美子, Inui Kumiko, geboren 1969 in Osaka) ist eine japanische Architektin und Hochschullehrerin.

## Leben

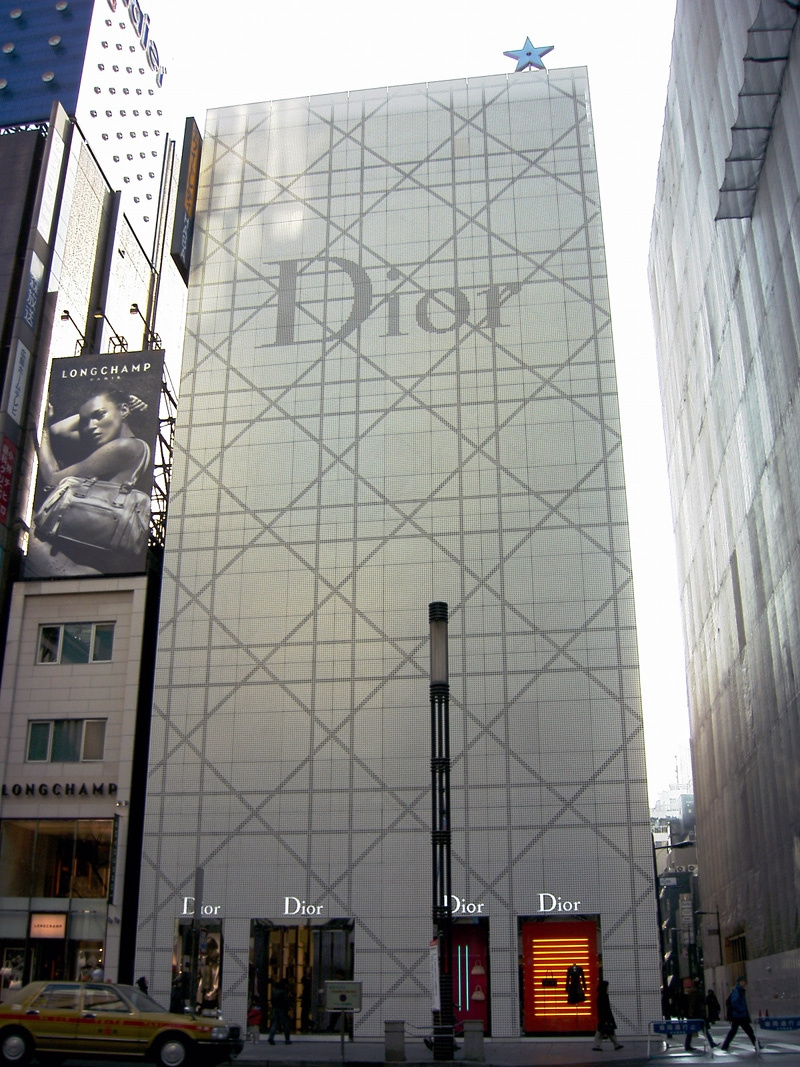
Christian Dior Store in Ginza

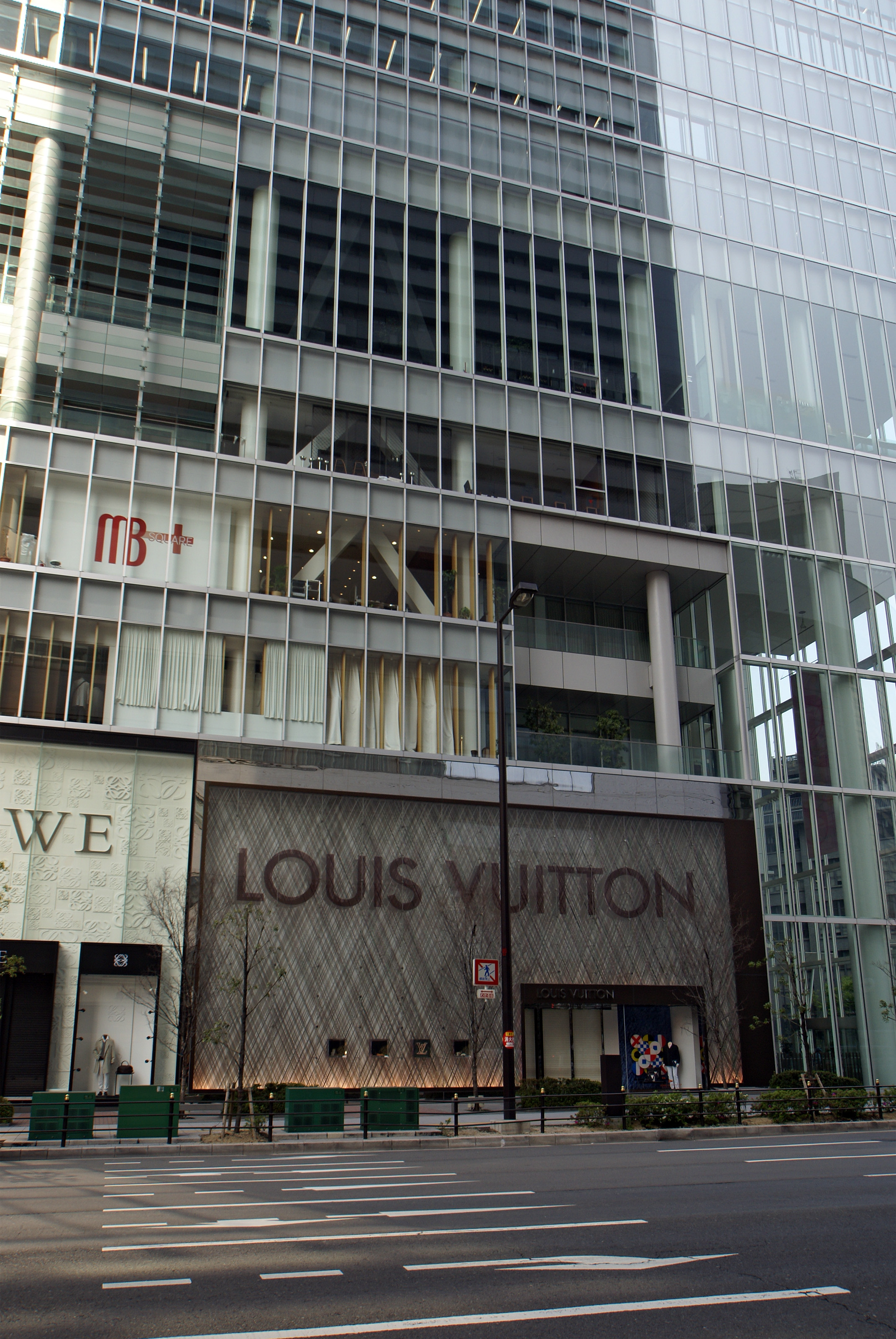
Louis Vuitton, Hilton Plaza, Osaka

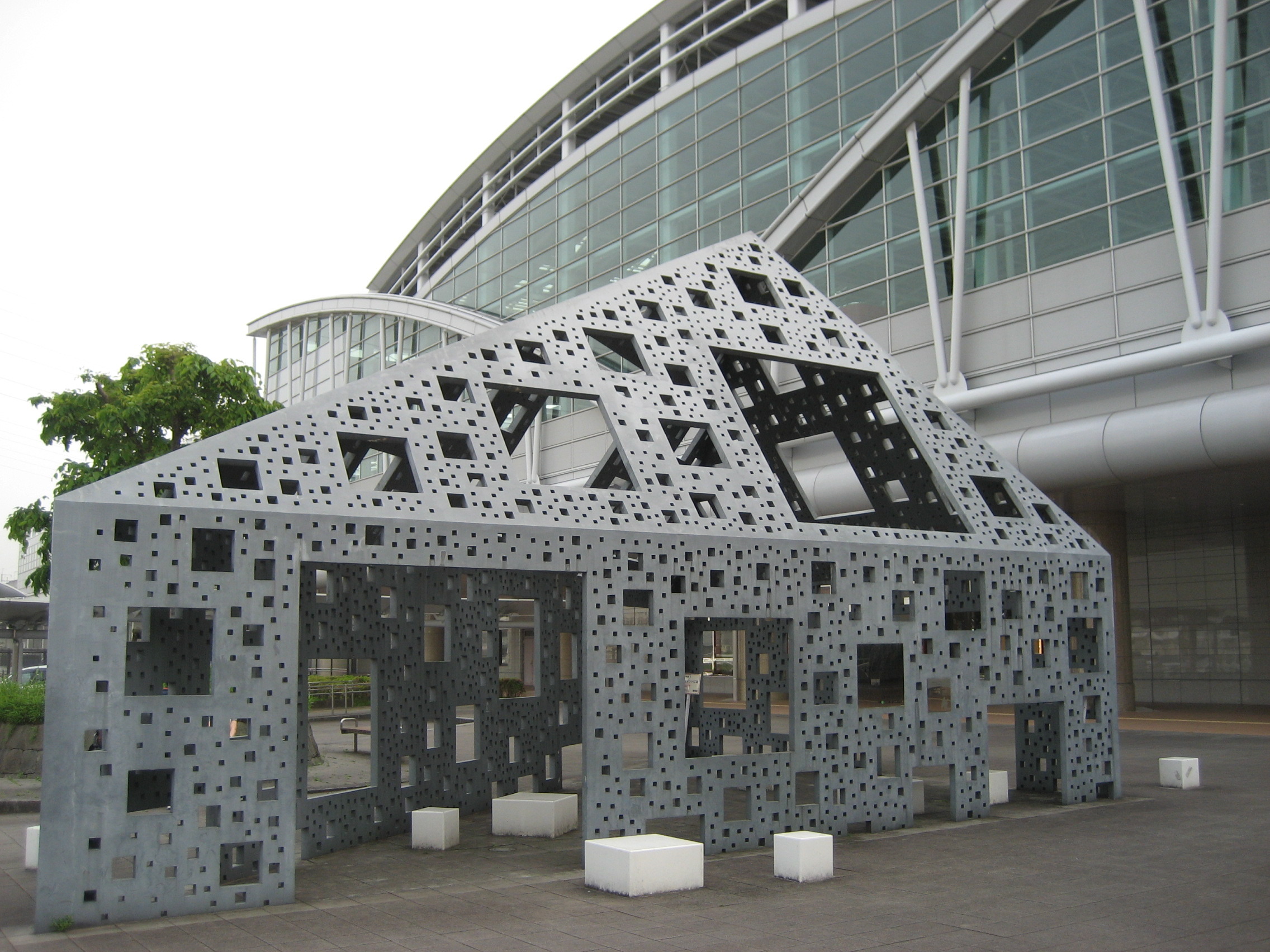
Shin-Yatsushiro Monument

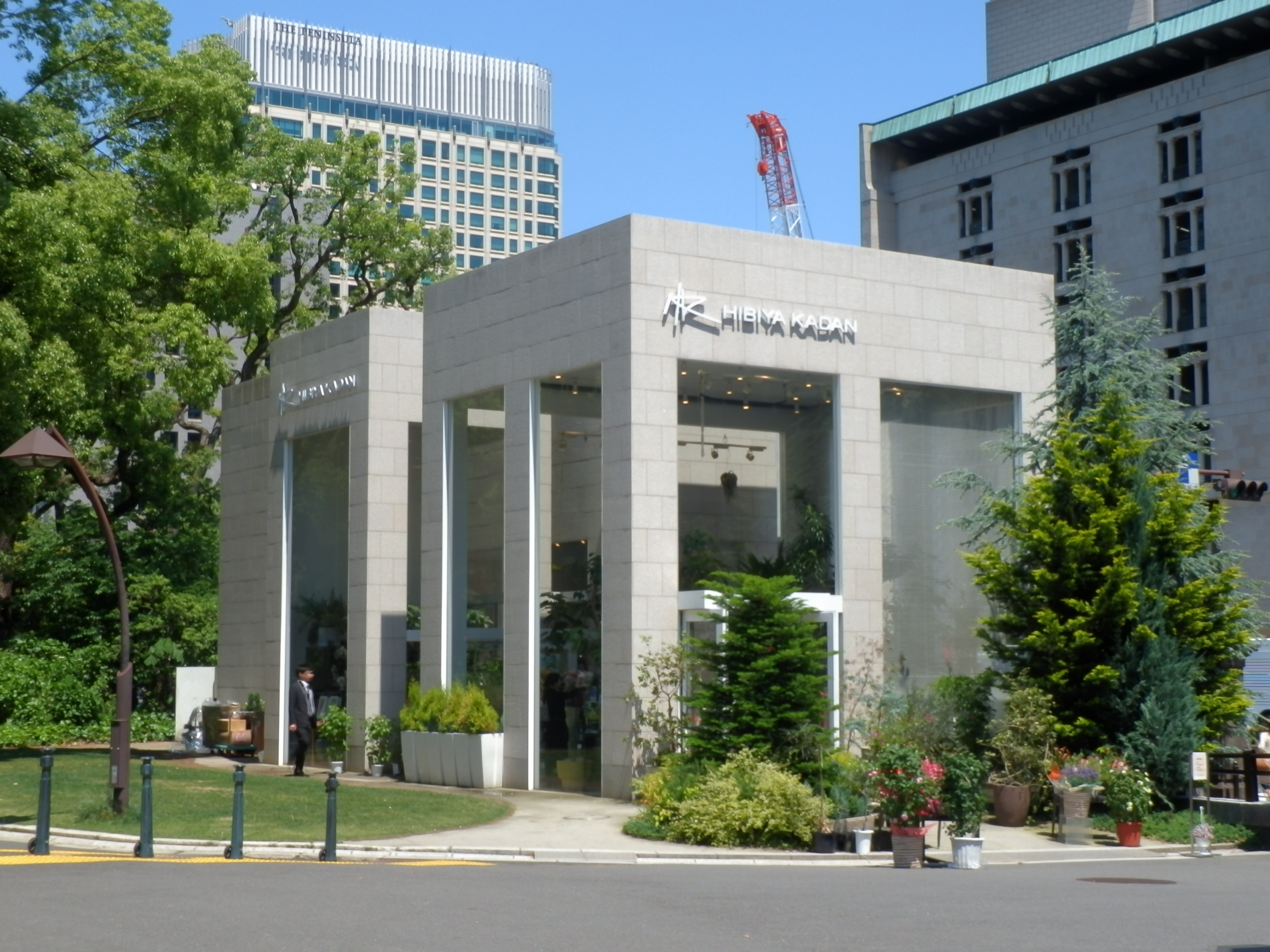
Blumenladen am Hibiya-Park

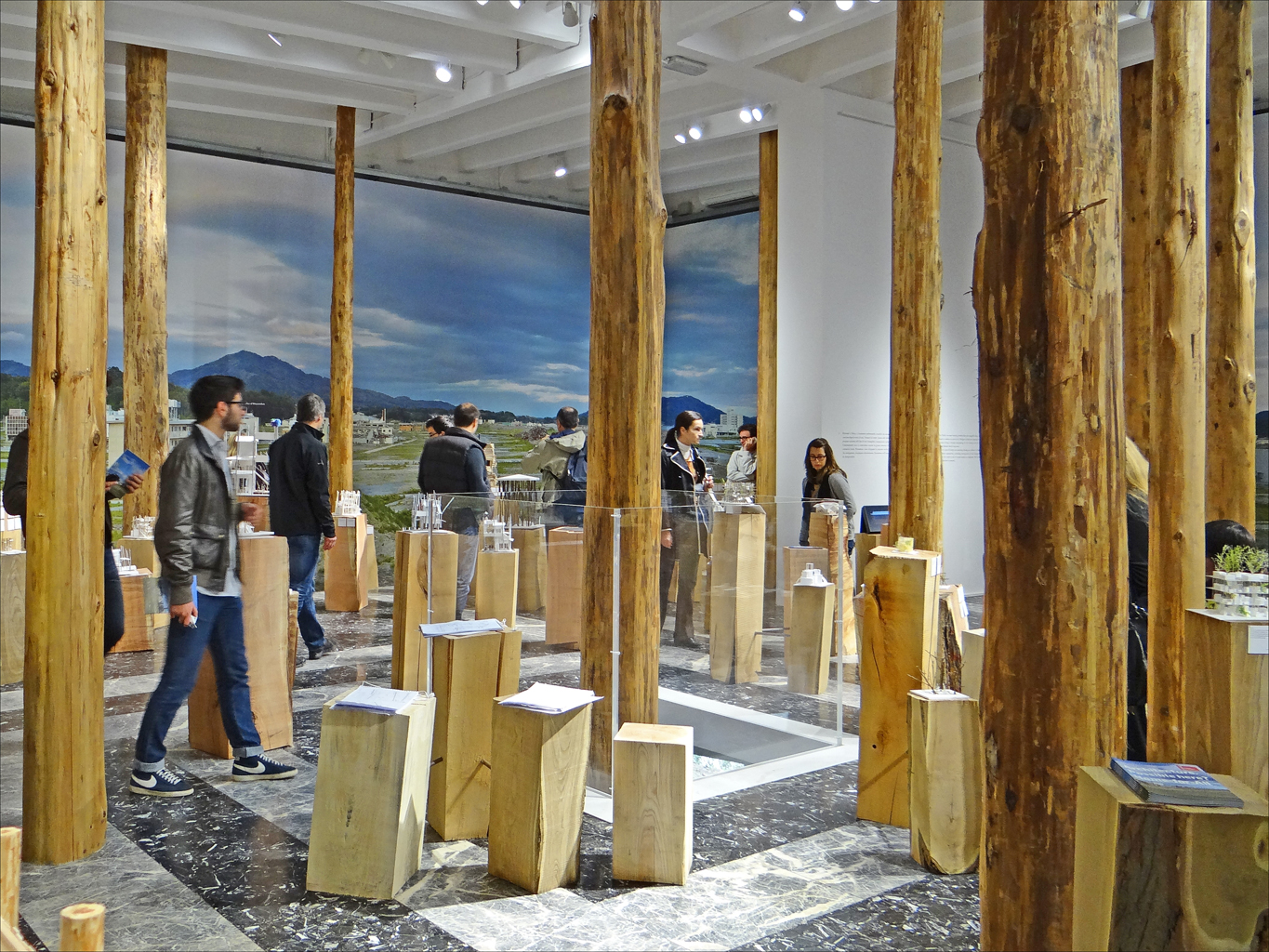
Präsentation im japanischen Pavillon, Biennale Venedig 2012

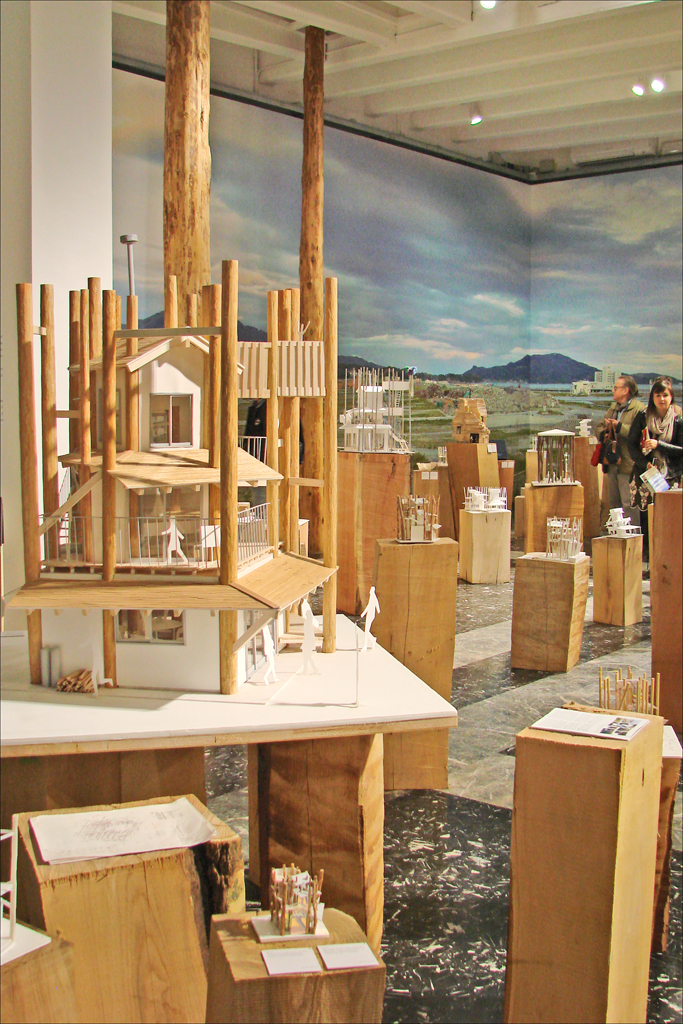
Oben links: Architekturmodell des „Home for all“, Rikuzentakata

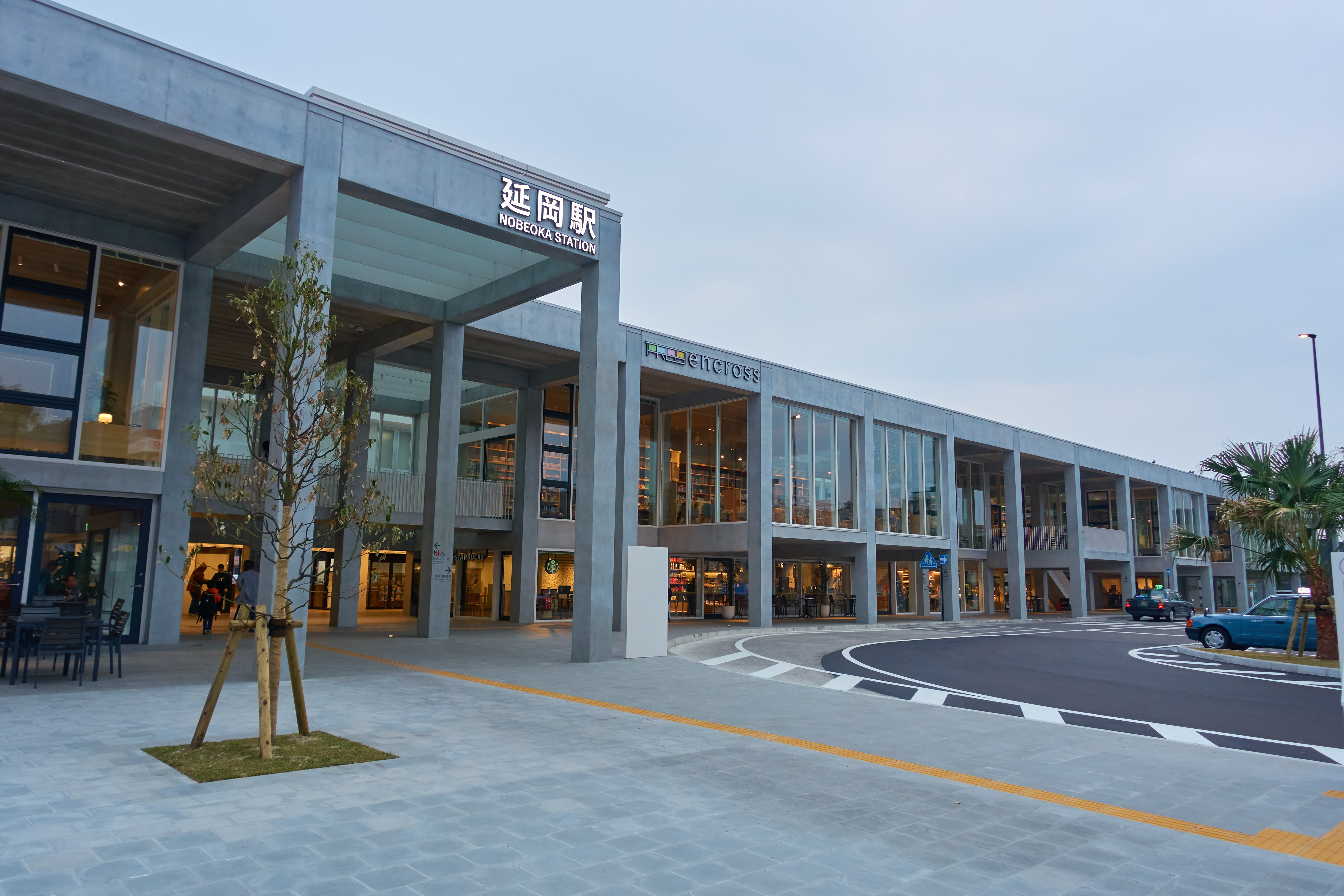
Nobeoka Station & Encross

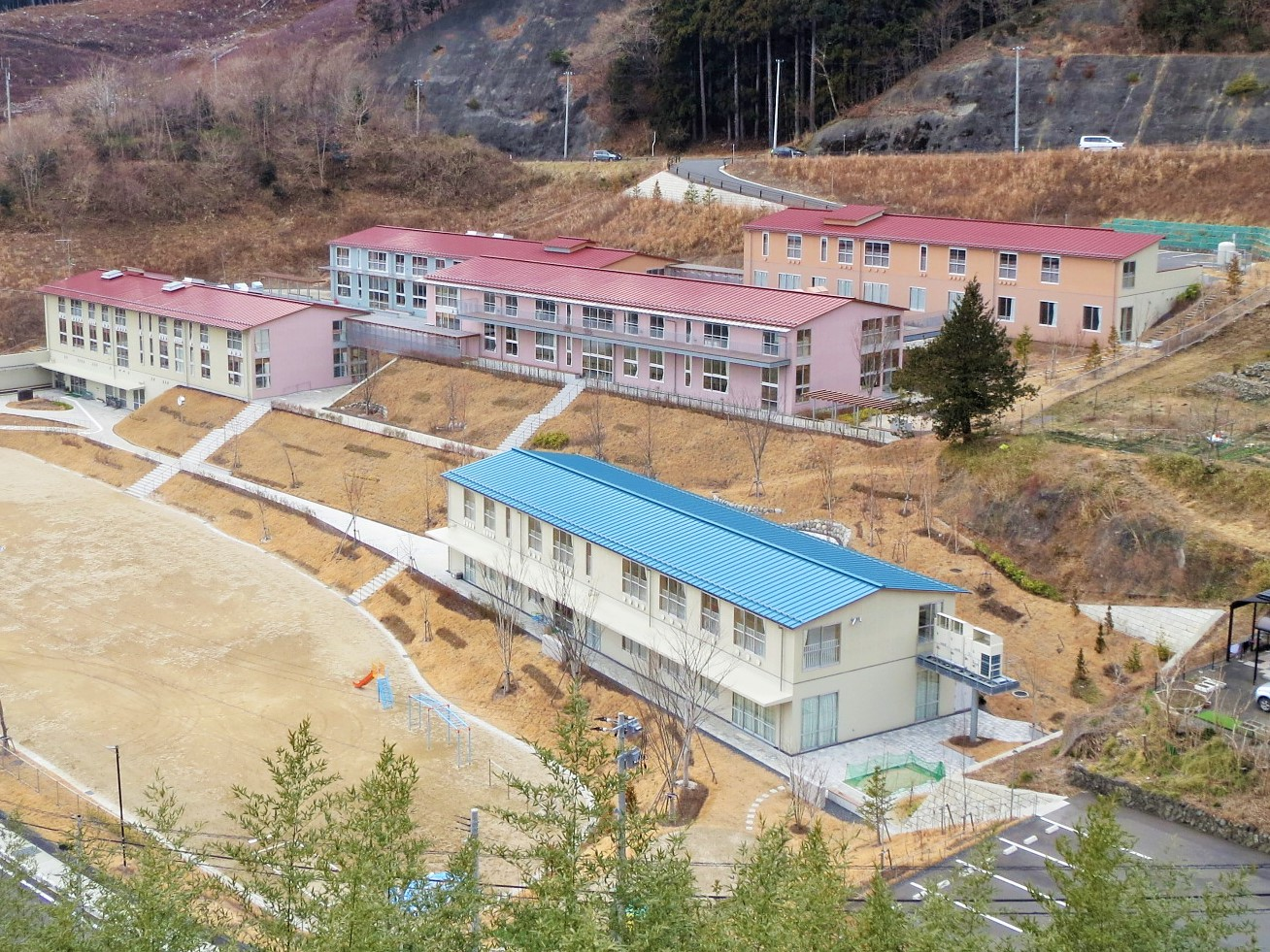
Kamaishi City Schools

Schon während der Grundschulzeit beschäftigte sie sich mit Technischem Zeichnen. Inspiriert durch eine von den Eltern abonnierte Wochenzeitschrift und mit dem Ziel, ein eigenes Zimmer zu bekommen, machte sie Umgestaltungsvorschläge für ihr Elternhaus. In der High-School-Zeit entdeckte sie außerdem ihre Vorliebe für Kunst, Mathematik und Physik und studierte später Architektur. Sie schloss ihr Studium an der Tōkyō Geijutsu Daigaku im Jahr 1992 ab. Als die japanische Wirtschaft in einer massiven Krise steckte und Immobilien an Wert verloren, setzte sie das Studium im Ausland fort. Im Jahr 1996 schloss sie ihr Masterstudium an der Yale School of Architecture ab. Inui setzte sich während des Aufenthalts in den USA mit dem Office for Metropolitan Architecture (OMA) und dem Konzept des zeitgenössischen Urbanismus auseinander.
Nach ihrer Rückkehr nach Japan arbeitete sie ab 1996 bei Jun Aoki and Associates. Nach dem Ausscheiden im Jahr 2000 gründete sie ihr eigenes Büro in Tokio.
Kumiko Inui lehrte seit 2000 an verschiedenen Universitäten. Fünf Jahre lang war sie Assistenzprofessorin an der Tōkyō Geijutsu Daigaku. In dieser Zeit forschte sie über die zeitgenössische Architektur in Japan, ihre Beziehung zur Kultur, zum Nutzer und zur Gesellschaft. Sie hielt Vorlesungen an der Shōwa Joshi Daigaku, der University of British Columbia School of Architecture, der Waseda-Universität und der Architektur- und Designhochschule Oslo. Inzwischen ist sie Professorin an der Yokohama Graduate School of Architecture.

## Werk
Ihre frühen Arbeiten, hauptsächlich Fassaden von Geschäftsgebäuden, sind geprägt durch visuelle Effekte oder optische Täuschungen. Die Projekte Dior Ginza (2004), Louis Vuitton Hilton Plaza (Osaka, 2004), Louis Vuitton Taipei Building (2006) und weitere wurden mehrfach ausgezeichnet und veröffentlicht.
Diagonale Punktmuster überziehen die Gebäudehülle des Dior Ginza und verbergen die tatsächliche Größe, die innere Aufteilung und die unterschiedlichen Nutzungen des Gebäudes. Die Fassade wurde zweischalig aus 10 mm starkem Aluminium ausgeführt. Die äußeren Aluminiumplatten wurden mit einem auf regelmäßigen Quadraten beruhenden Muster aus unterschiedlich großen Löchern perforiert. Die innere Fassade erhielt ein Muster im Siebdruckverfahren. Der Zwischenraum wird beleuchtet. Das Flechtmuster der Handtasche „Lady Dior“ war Vorbild für die Art der Fassadenmusterung.
Für den Louis Vuitton Store in Osaka entwarf sie eine Ladenfassade als Nachrüstung zu einer bestehenden Vorhangfassade. Die neue Konstruktion besteht aus mehreren Schichten in einer Gesamtstärke von 60 cm. Ein Gitternetz aus Edelstahl liegt hinter der äußeren Glashaut. Dahinter wurde eine bedruckte, fast durchsichtige Folie mit aufgedruckten Streifen eingebracht. Die zwei- und dreidimensionalen Reflexionen auf dem Edelstahlgitter verstärken das Rautenmuster auf der Folie, das an das Firmenlogo von Louis Vuitton erinnert.
Vor dem neuen Schnellzugbahnhof Shin-Yatsushiro wünschte sich die Stadtverwaltung ein Denkmal. Der damalige Vorsitzende der Findungskommission in der Präfektur Kumamoto, Toyo Ito, missinterpretierte den Wunsch und beauftragte Kumiko Inui mit einem Pavillon als skulpturalem Monument. Der Pavillon (2004) erinnert an ein Haus mit vielen verschieden großen Öffnungen in den Wänden und den Dach. Je nach Entfernung des Objekts vom Betrachtenden wirkt es verschieden. Aus der Entfernung wirken die großen Löcher wie Fenster und die Skulptur wie ein Haus. Tritt man heran, ergibt sich eine gewisse Immaterialität.
Ihr erstes komplettes Gebäude interagiert mit der Stadt-Landschaft um den Standort des Hauses. Inui verwendete besondere Sorgfalt auf die Gestaltung der kleinen Räume: Wohnung I (2007) ist ein Wohngebäude nahe der Bahnstation Hirō im Stadtteil Shibuya, Tokio. Auf einer Grundfläche von 43 m² forderte der Bauherr fünf Wohneinheiten. Die Architektin entwarf einen voll verglasten Turm, bei dem der Erschließungskern von einem Stockwerk zum nächsten etwas verspringt. So entstanden individuelle, O- und U-förmige Grundrisse. Die Wohnflächen wirken wie Balkone, da der Abstand zwischen dem Kern und der Fassade nur 1,7 m beträgt. Die geschosshoch verglaste Fassade begrenzt zwar den Innenraum, die Stadt wird durch die offene Fassade aber Teil des privaten Raumes.
Das Haus H (2009) liegt in Takasaki. Es dient als 42 m² großes Ferienhaus und ist ein Anbau an ein traditionelles Bauernhaus. Die quadratische Grundfläche des Hauses wird durch diagonale Wände in Dreiecke geteilt. Darin liegen Bad, Wohnküche und zwei Wohnräume. Die Wände und das geneigte Dach bilden den Raumabschluss jedes Bereiches. Nach vier Seiten ausgerichtete Fenster rahmen die Blicke auf den Garten und den dahinter liegenden Wald. Sie beziehen den Außenbereich in die Raumwirkung ein.
Beim Blumenladen am Hibiya-Park wurde das Dach visuell eliminiert und die Grenzen des Gebäudes verunklart, um die Mehrdeutigkeit zwischen dem Äußeren und dem Inneren zu zeigen. Über Wettbewerbserfolge realisierte sie Projekten größeren Ausmaßes wie die Neugestaltung des Nobeoka-Bahnhofsbereichs (2011), die N°4 Maebashi School (2012), die Shichigahama High School (2015) oder das Miyajimaguchi Passenger Terminal (2016).
Die eigene Architektur ordnet Inui im Bereich zwischen „fortschrittlich“ und „anonym“ ein.

### Little Spaces
Das Ergebnis einer mit Studierenden durchgeführten Untersuchung veröffentlichte sie in Buchform (小さな風景からの学び – Little Spaces, 2014). Die Studie befasst sich mit Bottom-up-Erfahrungen der Menschen in kleinen, ohne Planung gestalteten und genutzten öffentlichen Räumen. In der japanischen Stadt verschwimmen die Grenzen zwischen innen und außen, zwischen privat und öffentlich. „In Japan gibt es so etwas wie eine Piazza nicht. Wir haben dafür einen Schrein“ analysierte Inui. Die religiösen Stätten, die oftmals nur aus einem offenen Bereich mit einer Toranlage aus Holz bestehen, sind mehr als ein Andachtsort. Es ist ein ruhiger Treffpunkt in der hektischen Stadt. Die Erkenntnisse ihrer Recherchen verarbeitet Inui in ihren Projekten, auch in ihren städtebaulichen Entwürfen. Inui ist der Ansicht, dass die Stadt eine Ansammlung kleiner Szenarien ist: Die Erfahrungen einer Stadt setzen sich aus den Erfahrungen der Einzelnen in einer Gesellschaft zusammen. Auf der großen Bühne der Stadt gestaltet jede Figur ihre eigene Rolle.

### „Home for all“, Rikuzentakata
Japan präsentierte auf der Biennale Venedig 2012 den Beitrag Architecture. Possible here? Home-for-all, kuratiert von Toyo Ito, unter Beteiligung des Architekturfotografen Naoya Hatakeyama, den Architekten Sou Fujimoto sowie Akihisa Hirata und der Architektin Kumiko Inui. Er setzte sich mit den Folgen des Tsunamis von 2011 auseinander.
Mit dem Land verwurzelte Menschen gingen bei den Wiederaufbauaktionen nach der Katastrophe anders vor, als die nationale Regierung oder die lokalen Behörden. Top-down-Pläne für den Wiederaufbau betonten vor allem die „Sicherheit“. Sie ignorierten die Historie des Ortes, die Verbindung der Menschen untereinander sowie die Verbindung mit der Natur und arbeiteten stattdessen vor allem mit moderner Technik. Der Beitrag im Japanischen Pavillon untersuchte, ob Planende die Bewohner unterstützen können. Es wurde versucht, Orte für die Menschen zu schaffen, an denen sie sich treffen, reden, gemeinsam essen und trinken können. Die provisorischen, staatlichen Unterkünfte im Katastrophengebiet boten zwar ein Minimum an Privatsphäre, die Menschen waren dort aber isoliert. Deshalb sollten in den provisorischen Wohnsiedlungen Orte entstehen, an denen Menschen zusammenkommen können. Es sollten Gelder und Materialspenden von Unternehmen und Organisationen auf der ganzen Welt eingeworben werden. Zum Konzept von Home-for-All gehört, dass die Planungs- und Bauteams der Gebäude sowie jene Menschen, die darin leben, gemeinsam den Entwurfs- und Bauprozess begleiten.
Aus Trümmern entstand ein Gemeinschaftszentrum für Menschen, die nach der verheerenden Naturkatastrophe obdachlos geworden waren. Das Gebäude in der Stadt Rikuzentakata wurde von Freiwilligen errichtet. Das Traggerüst des Holzgebäudes bilden Säulen aus 19 Zedernstämmen, die dem hohen Salzgehalt des Meerwassers ausgesetzt und abgestorben waren. In das so entstandene Grundgerüst wurden die verschränkten Volumen der Räume eingehängt. Eine Wendeltreppe umrundet das Gebilde. Es entstand ein komplexes Haus auf Stelzen mit Bezügen auf horizontale als auch auf vertikale Achsen der verschiedenen Raumschichten. Überwiegend wird das auf Fundamentpunkte bezogene Raster beibehalten, teilweise wird es durchbrochen.

### Entwicklungsprojekt für den Bahnhof Nobeoka
Kumiko Inui begreift ein Gebäude als Chance, etwas Nachhaltiges für die Gemeinschaft zu schaffen. In Nobeoka wurde gemeinsam mit den Bürgern, der Stadtverwaltung, den Verkehrsbetrieben, Fachleuten aus der Stadtplanung und anderen Stakeholdern untersucht, wie das im Niedergang befindliche Stadtzentrum wiederbelebt werden kann. Ryo Yamazaki übernahm die Aufgabe, das partizipatorische Design zu erarbeiten. Er führte Workshops mit den Bewohnern durch und entwickelte Nutzungsmodelle, jedoch ohne eine konkrete architektonische Gestaltung zu entwickeln. Inui übersetzte die Ergebnisse in einen Entwurf. Als Ergebnis wurde ein Gebäude mit verschiedenen Begegnungsmöglichkeiten vor den Bahnhof angeordnet und so ein belebtes Zentrum geschaffen. Es gibt eine Buchhandlung und eine Bibliothek, eine Kantine mit lokalen Spezialitäten, Warteräume und für die Schulkinder viel Platz zum Erledigen der Hausaufgaben sowie zum „Chillen“. Der Ort ist zu einem öffentlichen Raum für Bürgeraktivitäten geworden. Betreiber der Anlage ist eine private Firma.
Inuis Architektur schafft in einer offenen Struktur aus sich verschränkenden Ebenen und Räumen, die über flache Treppen erschlossen werden und zahlreiche Einblicke von innen nach außen und von außen nach innen bieten, Bereiche mit verschiedenen Qualitäten im Übergang des Außenraumes zu den Innenräumen.

### Kamaishi City Totan Elementary School, Kamaishi City Totan Junior High School, Kamaishi City Totan Children’s Center
In der Küstenstadt Kamaishi wurde das auf der Terrasse eines Hügels gelegene Gebäude der örtlichen Mittelschule beim Erdbeben zu großen Teilen zerstört. Die tiefer gelegenen Gebäude einer Grundschule und eines Kinderzentrums wurden vom Tsunami weggespült. Die Gebäude wurden zuerst provisorisch auf der Gelände-Terrasse der Mittelschule wieder aufgebaut und betrieben. Als Bauplatz für die endgültigen Schulgebäude verblieb ein steiler Hang hinter dem Provisorium, der vor der Bebauung eine aufwändige Hangsicherung erhielt. Inui schlug vor, stattdessen die Gebäude in den Hang zur bauen und die Konstruktionen für die Hangsicherung und die Außenhülle der Bauten zusammenzufassen. Obwohl diese Lösung wirtschaftlicher gewesen wäre, entschieden sich die Behörden dagegen. Damit blieb für die Errichtung der Häuser ein relativ geringes Budget.
Inui schuf mehrere zweigeschossige Gebäude, die längs im Hang platziert wurden. Sie nahm jeweils im Erdgeschoss die Höhe der Hangmauer vom 4 m auf, so dass der Boden des nächsthöheren Gebäudes auf der Ebene der Obergeschossdecke des ersten Baus liegt. Die Obergeschosse sind jeweils niedriger, sodass auch vom hinteren Gebäude ein Blick auf die Meeresbucht möglich ist. Die verschiedenen Schulgebäude wurden horizontal durch einen brückenartigen Flur sowie Treppen verbunden. Den Kindern ermöglichte die Architektin damit, frei zwischen draußen und drinnen zu wechseln.
Die Innengestaltung wird durch rustikale Holzkonstruktionen und großzügige Flure bestimmt. Um den Klassentrakt flexibel zu nutzen, kann ein Teil des Flurs durch das Öffnen von Schiebewänden zum Klassenraum hinzugenommen werden. In den durch Holzstützen gegliederten, großen Fluren wird auch das Schulessen serviert. Die Kinder dürfen hier nach der Schule lernen. Jeder Teil des Schulgebäudes ist hell, im Erdgeschoss blickt man in die Gärten zwischen den Häusern. Die Begrünung erfolgte mittels Setzlingen, die in der Umgebung gesammelt wurden.
Inui untersuchte die Farbgebung der Häuser im Dorf und verwendete ähnliche Farben für die Fassaden und Dächer der Schule. Ihr fiel auf, dass bei den Häusern des Ortes oftmals nur die vom Tsunami beschädigten Fassaden gestrichen worden waren. So entstand eine interessante Farbwirkung, die sie auf die neuen Schulgebäude übertrug: die Fassaden jeweils eines Gartens sind in einer Farbe angelegt, so dass die Farbe zum Obergeschoss und zur anderen Seite des Hauses wechseln kann.

## Auszeichnungen
2012 erhielt sie zusammen mit Toyo Ito und anderen den Goldenen Löwen für den besten Pavillon auf der 13. Architekturbiennale Venedig.

## Projekte (Auswahl)
- 2001 Renovation of Kataokadai Kindergarten
- 2003 Jurgen Lehr Marunouchi
- 2004 Dior Ginza
- 2004 Louis Vuitton Hilton Plaza, Osaka
- 2004 Pavillon Shin-Yatsushiro
- 2006 Louis Vuitton Taipei Building
- 2007 Wohnung I[14]
- 2009 Haus H
- 2009 Flower Shop H (Hibiya Kadan Hibiya Park Store)
- 2011 Nobeoka-Bahnhofsbereichs
- 2012 Kyoai Gakuen Maebashi International University, Building 4, Kyoai Commons[15]
- 2012 Japanischer Pavilon, Architektur Biennale Venedig
- 2012 Mizunoki Museum of Art, Kameoka
- 2015 Shichigahama High School
- 2015 House M, Tokio
- 2015 House O, Tokio
- 2016 Room K
- 2016 Shinkenchikusha Aoyama House, Tokio
- 2017 Beinhaus für die Opfer des großen Erdbebens im Osten von Ōtsuchi
- 2018 Nobeoka Station Area Project in Miyazaki[16]
- 2018 Junior High School, Elementary School, Children’s Center, Kamaishi
- 2019 Comprehensive Support Facility for Children with Disabilities, Shinagawa
- 2023 Hino Harugaku Kurashi no Ie Project, Hokuto
- 2023 Group home, Tokigawa
- 2023 Hitoyoshi Minna's House, Community Center, Hitoyoshi
- 2023 Housing Complex, Ota, Tokio
- in Bau: Miyajimaguchi Passenger Terminal, Hatsukaichi

## Schriften
- mit Ryūe Nishizawa, Ryuji Fujimura: 乾久美子―そっと建築をおいてみると. kumiko inui: episodes, LIXIL Publishing, 2008.
- 浅草のうち (Home of Asakusa), Heibonsha, 2011.
- mit Ryo Yamazaki: まちへのラブレター: 参加のデザインをめぐる往復書簡 (Ein Liebesbrief an die Stadt: Ein Briefwechsel zur Gestaltung von Beteiligung), Gakugei Publishing, 2012.
- Kumiko Inui, The Japan Architekt JA 87, Sonderausgabe Herbst 2012, Shinkenchikusha, 10. September 2012.
- mit Kumiko Inui Laboratory: 小さな風景からの学び (Von kleinen Räumen lernen), Universität der Künste Tokio, TOTO Publishing, 2014.
- mit Yokohama National University Institute of Advanced Science (Hrsg.): リスク共生学 先端科学でつくる暮らしと新たな社会 (Risikosymbiose: Lebensstile und neue Gesellschaften, die mit modernster Wissenschaft geschaffen wurden), Maruzen Publishing, 2018.
- Inui Architects, LIXIL Publishing, 2019.

## Aufsätze
- インテリア様式からのがれること (Flucht aus dem Innenstil) in: Yasuhiro Minami, Shōhei Imamura, Sotaro Yamamoto: 現代住居コンセプション―117のキーワード Contemporar House Conception 117 keywords, INAX Publishing, 2005.
- 陸前高田「みんなの家」 (Rikuzentakata „Everyone’s House“) in: Toyo Ito, Kumiko Inui, Sou Fujimoto, Akihisa Hirata, Naoya Hatakeyama: ここに、建築は、可能か Architecture. Possible here? „Home-for-All“, TOTO Publishing, 2013.
- 新しい公共のための器 (Raum  für ein neues Publikum) in: Eizo Okada, Yasuhiro Yamazaki, Ryuji Fujimura: リアル・アノニマスデザイン: ネットワーク時代の建築・デザイン・メディア (Echtes anonymes Design: Architektur, Design und Medien im Netzwerkzeitalter), Gakugei Publishing, 2013.
- コミュニティーデザイナーと協働する (Arbeiten Sie mit Community-Designern zusammen) in: Architectural Institute of Japan (Hrsg.): まち建築 (Stadtarchitektur), Shokokusha, 2014.
- 陸前高田「みんなの家 (Rikuzentakata „Everyone’s House“) in: 新建築2014年11月別冊 (Neue Architektur, Sonderausgabe November 2014), Reihe Japan Architects 1945–2010, Shinkenchikusha, 2014.
- 様々なユーザーと一緒に、市民活動拠点にもなる「駅」をつくる。 (Gemeinsam mit verschiedenen Nutzern werden wir eine „Station“ schaffen, die auch als Basis für bürgerschaftliche Aktivitäten dienen soll.) in: Taro Igarashi, Ryo Yamazaki: 3.11以後の建築: 社会と建築家の新しい関係 Architecture since 3.11. New relationships between society and architects, Gakugei Publishing, 2014.
- ちいさな風景のかたち (Small Landscape Forms) in: ここに棲む　地域社会へのまなざし Living Locally Shokokusha Betreut, Arts Maebashi, 2015.
- これからの建築を読む　伊東豊雄VS乾久美子 (Dialog: Die Zukunft der Architektur lesen Toyo Ito VS Kumiko Inui) in: Kiyoshi Mori, Mie Arioka: 建築のチカラ (Die Kraft der Architektur), Nikkei BP, 2017.
- 小さな風景とインフォーマリティ (Kleine Landschaften und Ungezwungenheit) in: Yokohama National University Graduate School (Hrsg.): Creative Neighborhoods: 住環境が新しい社会をつくる, Seibundo Shinkosha, 2017.
- 建築と公共性 (Architektur und öffentliche Natur) in: Fakultät für Stadtwissenschaften, Yokohama National University (Hrsg.): 都市科学事典 (Enzyklopädie der Stadtwissenschaften), 春風社 (Shunpusha), 2021.